# Urospora chiridotae
Urospora chiridotae is een soort in de taxonomische indeling van de Myzozoa, een stam van microscopische parasitaire dieren. Het organisme komt uit het geslacht Urospora en behoort tot de familie Urosporidae. Urospora chiridotae werd in 1925 ontdekt door Pixell-Goodrich.